# Угучоне дела Фаджола
Угочоне дела Фаджола (на италиански:  Uguccione della Fagguiola, ок. 1250, Кастелделчи – 1 ноември 1319, Виченца) е италиански кондотиер и капитан на наемническа дружина, сред главните действащи лица на военния и политически живот в Средновековна Италия, особено във връзка с конфликта между Свещената Римска империя и Папската държава. Господар е на Арецо, Лука, Луго, Маса Трабария, Пиза и Сансеполкро. Приятел е с Данте Алигиери.

## Произход
Син е на Раниери дела Фаджола, господар на Фаджола от гибелинското аристократично семейство Дела Фаджола. Брат е на Федерико, Джована, Убертиначо, Прима, Рибалдо и Фондаца.

## Биография
Роден около 1250 г. в Кастелделчи, по това време включено в територията на Маса Трабария, на границата между Романя, Марке и Тоскана.
Той е подест и господар на Арецо през 1295 г. и на Луго през 1297 г. След като се опитва да стане господар на Форли (1297), разчитайки на симпатиите на гибелините от града, той отново е кмет на Арецо през 1302 г. и викарий на Хайнрих VII Люксембургски в Генуа между 1311 и 1312 г. През 1313 г. е призован в Пиза, за да упражнява господство там.
1315 бележи годината на най-големия му блясък на небосвода на тосканския гибелинизъм. Битката при Монтекатини датира от тази година и тя консолидира и разширява репутацията му на умел кондотиер на целия полуостров. Тя е неравен сблъсък от една страна между Флоренция, в онези години един от най-богатите градове в Италия и Европа, съюзен с много други градове: Арецо, Коле ди Вал д'Елса, Пистоя, Прато, Сан Джиминяно, Сиена, Волтера и др. , а също и с Анжуйците от Неапол, а от друга – Пиза, град в криза след битката при Мелория, и Лука, град, военно окупиран от самия Угучоне и следователно не напълно надежден.
В този контекст на слабост Угучоне обаче може да разчита на точка на сила, представена от контингент от 1800 немски рицари– наемници, които са част от имперските войски и които се поставят в услуга на Пиза с помощта на флорини, но също така и подтикнати от дълбока омраза към гвелфите и Анжуйците.
След тази победа, в много отношения сензационна и неочаквана, Флоренция е изоставена от повечето тоскански градове, които побързват да поискат и постигнат мир с Пиза, и успява да се спаси само благодарение на новооткрита вътрешна хармония.
През 1316 г. пизанците изгонват Угучоне, защото са уморени от авторитарните му методи и прекомерните данъци, изисквани от военни нужди – факт, който го принуждава да потърси убежище при Кангранде I дела Скала, който го прави подест на Виченца. С тази власт Угучоне потушава жестоко бунта на гвелфите от май 1317 г. По време на службата си за господаря на Верона той води и войната срещу Бреша и Падуа.
Умира от малария на 1 ноември 1319 г .; тялото му е пренесено от Виченца във Верона, за да бъде погребано в църквата „Света Анастасия“.

## Приятелства
Той е приятел на Данте Алигиери. Великият поет възлага много надежди на фигурата на Хайнрих VII Люксембургски, който, повикан от мнозина, идва в Италия през 1310 г. с цел да умиротвори полуострова, но докато атакува Флоренция, вероятно умира от малария. През тази година изглежда, че дълбоко разочарованият Данте отива в Лука при Угучоне дела Фаджола. Някои коментатори на „Божествена комедия“ предполагат, че Данте е имал предвид него, когато заявява, че ще дойде вълчицата, която ще разпръсне доминиращата алчност в света (Песен 1 на „Ад“, стих. 101-102). Тезата е изразена през 1828 г. от Карло Троя в есето Del veltro allegorico di Dante и впоследствие в Del veltro allegorico de' Ghibellini (1856). Тя обаче е опровергана от Николо Томазео, но вдъхновява Чезаре Балбо за неговата биография на Данте (Vita di Dante). Освен това Угочоне познава добре Корсо Донати и е голям приятел на Спинета Маласпина от Фосдиново.

## Брак и потомство
Има двама сина и една дъщеря от неизвестна жена:
- Раниери дела Фаджола, известен като "Нери" (* 1290 † 1355), кондотиер;
- Елена дела Фаджола, ∞ за сина на Корсо Донати;
- Франческо дела Фаджола († 1 септември 1315, Валдиниеволе, погребан в Монументалното гробище на Пиза), подест на Лука, кондотиер